# 雷丁 (宾夕法尼亚州)
雷丁（英語：Reading）是美国宾夕法尼亚州伯克郡的郡治。位於賓夕法尼亞州的東南方，斯库尔基尔河東岸，是大雷丁地區的首府城市。2016年人口為87,812人，是賓夕法尼亞州第五大城市。傳媒多數會將雷丁與費城其他周邊地區，特拉华河流域一帶統稱特拉华谷（Delaware Valley）都會區，或稱費城大都會區（Philadelphia metropolitan area）。
該市大约位於費城及賓夕法尼亞州首府哈里斯堡中間，地處一條由美國中部延伸至賓夕法尼亞州東部的運輸要道。歷史上著名的雷丁鐵路公司就是得名於雷丁市，該公司的業務主要是通過費城港由賓夕法尼亞州的採煤區運送无烟煤至美國東部沿海城市。雷丁鐵路公司是原版美國大富翁遊戲四家鐵路公司之一。
近年，雷丁一直陷於貧窮問題之中，全市有49%的居民是生活在貧窮線以下。

## 歷史
| 调查年                              | 人口    | 备注  | %±     |
| ----------------------------------- | ------- | ----- | ------ |
| 1790                                | 2,225   |       | —      |
| 1800                                | 2,386   |       | 7.2%   |
| 1810                                | 3,462   |       | 45.1%  |
| 1820                                | 4,332   |       | 25.1%  |
| 1830                                | 5,856   |       | 35.2%  |
| 1840                                | 8,410   |       | 43.6%  |
| 1850                                | 15,743  |       | 87.2%  |
| 1860                                | 23,162  |       | 47.1%  |
| 1870                                | 33,930  |       | 46.5%  |
| 1880                                | 43,278  |       | 27.6%  |
| 1890                                | 58,661  |       | 35.5%  |
| 1900                                | 78,961  |       | 34.6%  |
| 1910                                | 96,071  |       | 21.7%  |
| 1920                                | 107,784 |       | 12.2%  |
| 1930                                | 111,171 |       | 3.1%   |
| 1940                                | 110,568 |       | −0.5%  |
| 1950                                | 109,320 |       | −1.1%  |
| 1960                                | 98,061  |       | −10.3% |
| 1970                                | 87,643  |       | −10.6% |
| 1980                                | 78,686  |       | −10.2% |
| 1990                                | 78,380  |       | −0.4%  |
| 2000                                | 81,207  |       | 3.6%   |
| 2010                                | 88,082  |       | 8.5%   |
| 2014年估计                          | 87,812  | [ 7 ] | −0.3%  |
| U.S. Decennial Census 2013 Estimate |         |       |        |

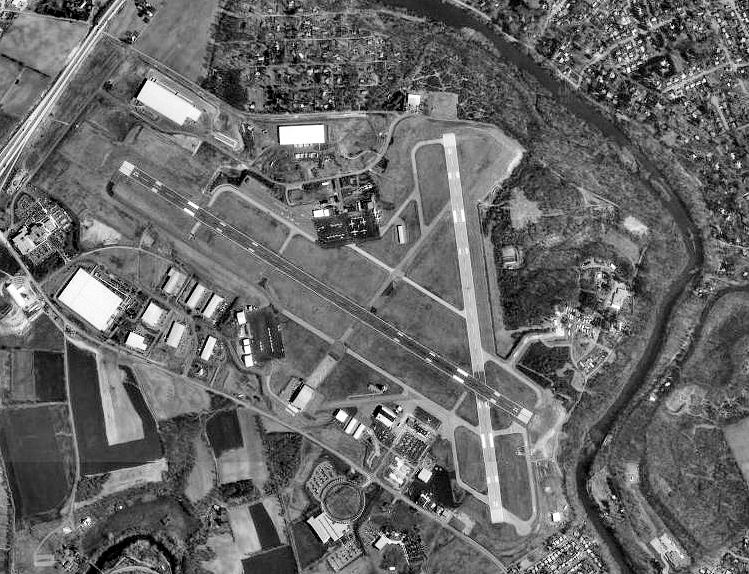
1999年4月13日雷丁機場

雷丁市座落的大雷丁地區原本居住着美洲土著雷纳佩族人（又稱特拉华印地安人 Delaware Indians）。
1681年3月4日由英格兰国王查理二世向威廉·佩恩勅许宾夕法尼亚殖民地（Colony of Pennsylvania），宾夕法尼亚殖民地面積達十二萬平方公里，宾夕法尼亚这个名字是威廉·佩恩的父亲老佩恩的名字和森林的拉丁语（sylvania）组成的，意思是「老佩恩的林地」。
1743年，威廉·佩恩的兒子 Richard 與 Thomas Penn，和 Conrad Weiser 開始規劃雷丁市，並將城市取名自英格兰的同名城市伯克郡雷丁市，城市在1748年建成。1752年在伯克縣成立時，雷丁市便成為其縣城。
雷丁市最早的居民是來自德國西部及南部的移民，這些移民向佩恩家族購買土地定居。在新大陸最早的阿们宗派社區就是成立於大雷丁地區。直至二十世纪五十年代甚至更後期，大雷丁地區仍然流用宾夕法尼亚德國人方言（Deitsch）。
在英法北美战争時期，雷丁市成為宾夕法尼亚洲藍山一系列要塞的軍事基地。
直到美國獨立戰爭時期，大雷丁地區的鐵工業產量已經超過了英格兰，並在獨立戰爭期間為喬治華盛頓的軍隊提供火炮，火槍及子彈補給。在戰事初期，雷丁市再次作為了軍事補給站。特倫頓戰役中戰敗的大英帝國德意志籍黑森傭兵就曾經拘留在雷丁。
費城在1793年黄热病在美洲大流行時是美國的首都。由於病疫，喬治華盛頓逃離費城走避至雷丁市，並曾經考慮將雷丁市定為美國的臨時首都，但最後選擇了日耳曼敦。
人口普查數字顯示，由1810年至1950年，雷丁市是全美最大的一百個城市之一。
1825年，由北至南的斯库尔基尔運河（Schuylkill Canal）興建完成，庇鄰斯库尔基尔河，連接着雷丁、費城及特拉華河。1828年由東至西的联邦运河（Union Canal）建成，連接着斯库尔基尔河及薩斯奎哈納河，由雷丁延伸至米德尔敦（Middletown, Pennsylvania），哈里斯堡以南數英里的地方。由於十九世纪八十年代鐵路的建造，運河逐漸荒廢。
1833年費城雷丁鐵路公司（Philadelphia and Reading Railroad）成立。1873年金融危機後，美國陷入長期衰退，1877年由於鐵路公司迟发工资，更爆發了一埸鐵路罷工，最終導致六人死亡。經歷超過一個世紀的昌盛，雷丁鐵路公司由於逐渐减少的煤運輸收入、以及在政府嚴格的監管下，鐵路公司無法定立具競爭力的價格、高税率及強制要求雷丁鐵路公司營運一條亏钱的載客列車，最终公司在1971年宣告破産。1976年四月一日雷丁公司將其铁路利益轉售給新成立的聯合鐵路。
二十世纪早期，美國汽车工業迅速发展，雷丁成為了其中一個主要工業中心，汽车工業黄铜時期的先驅如：Daniels Motor Company、Duryea Motor Wagon Company 及 Reading-Standard Company，都以雷丁作為總部。
雷丁持续發展至上世纪三十年代，人口達到歷史高峰120,000人。但在四十至七十年代，雷丁由於其依賴的重工業及鐵路的衰落，以及美國都市化的潮流衰退，雷丁的經濟明顯衰落，人口亦隨之而下降。
1972年飓风 Agnes 導致雷丁市區大範圍水浸，其後雷丁低地多次被氾濫的斯库尔基尔河淹没。2006年六月又發生一埸洪水。
2000年人口普查顯示雷丁的人口回升，有來自紐約，以及費城西北面城郊等地的拉丁美洲裔居民流入。
2007年十二月，美國 NBC 節目 Today Show 稱雷丁為全美頭四個最具潛力的地產發展區域，由於雷丁在地理上接近費城、纽约等美国大城市，以及其他因素。然而2008年的美國金融危機及後來的全國性经济衰退，改變了外界對雷丁的樂觀態度。
2011年十一月，PBS Newshour 報道雷丁是全美最窮困的六萬人口城市，全市有49%的居民是生活在貧窮線以下，只有若干新發展的地區相對富裕。鄰近的大城市費城的貧窮率亦一直居高不下。

## 友好城市
1998年：德国巴登-符腾堡州罗伊特林根
1992年：中国山西省长治市